# MLB All-Star Game 1943
MLB All-Star Game 1943 – 11. Mecz Gwiazd ligi MLB, który rozegrano 13 lipca 1943 roku na stadionie Shibe Park w Filadelfii. Mecz zakończył się zwycięstwem American League All-Stars 5–3. Spotkanie obejrzało 31 938 widzów. 

## Wyjściowe składy
| National League | National League | National League | National League | American League | American League | American League | American League |
| #               | Zawodnik        | Klub            | Pozycja         | #               | Zawodnik        | Klub            | Pozycja         |
| --------------- | --------------- | --------------- | --------------- | --------------- | --------------- | --------------- | --------------- |
| 1               | Stan Hack       | Cubs            | 3B              | 1               | George Case     | Senators        | RF              |
| 2               | Billy Herman    | Dodgers         | 2B              | 2               | Ken Keltner     | Indians         | 3B              |
| 3               | Stan Musial     | Cardinals       | LF              | 3               | Dick Wakefield  | Tigers          | LF              |
| 4               | Bill Nicholson  | Cubs            | RF              | 4               | Vern Stephens   | Browns          | SS              |
| 5               | Elbie Fletcher  | Pirates         | 1B              | 5               | Dick Siebert    | Athletics       | 1B              |
| 6               | Walker Cooper   | Cardinals       | C               | 6               | Chet Laabs      | Browns          | CF              |
| 7               | Harry Walker    | Cardinals       | CF              | 7               | Jake Early      | Senators        | C               |
| 8               | Marty Marion    | Cardinals       | SS              | 8               | Bobby Doerr     | Red Sox         | 2B              |
| 9               | Mort Cooper     | Cardinals       | P               | 9               | Dutch Leonard   | Senators        | P               |

| National League | 1 | 0 | 0 | 0 | 0 | 0 | 1 | 0 | 1 | 3 | 10 | 3 |
| American League | 0 | 3 | 1 | 0 | 1 | 0 | 0 | 0 | X | 5 | 8  | 1 |
| WP: Dutch Leonard (1–0) LP: Mort Cooper (0–1) SV: Tex Hughson (1) Home runy:NL: Vince DiMaggio (1) AL: Bobby Doerr (1) |   |   |   |   |   |   |   |   |   |   |    |   |

## Składy
| Miotacze - Jim Bagby, Jr. (1) - Tiny Bonham (2) - Spud Chandler (2) - Tex Hughson (2) - Oscar Judd (1) - Dutch Leonard (2) - Hal Newhouser (2) - Al Smith (1) Łapacze - Jake Early (1) - Bill Dickey (10) - Buddy Rosar (2) |  | Wewnątrzpolowi - Luke Appling (5) - Lou Boudreau (4) - Bobby Doerr (3) - Joe Gordon (4) - Ken Keltner (4) - Dick Siebert (1) - Vern Stephens (1) - Rudy York (4) Zapolowi - George Case (2) - Jeff Heath (2) - Charlie Keller (3) - Chet Laabs (1) - Johnny Lindell (1) - Dick Wakefield (2) |  | Menadżer - Joe McCarthy Trenerzy - Frankie Frisch - Art Fletcher |

| Miotacze - Mort Cooper (2) - Ace Adams (1) - Al Javery (1) - Max Lanier (1) - Claude Passeau (3) - Howie Pollet (1) - Rip Sewell (1) - Johnny Vander Meer (4) Łapacze - Walker Cooper (2) - Ernie Lombardi (7) - Mickey Owen (3) |  | Wewnątrzpolowi - Babe Dahlgren (1) - Elbie Fletcher (1) - Lonny Frey (3) - Stan Hack (4) - Whitey Kurowski (1) - Marty Marion (1) - Frank McCormick (6) - Eddie Miller (4) Zapolowi - Vince DiMaggio (1) - Augie Galan (2) - Stan Musial (1) - Bill Nicholson (3) - Mel Ott (10) - Dixie Walker (1) - Harry Walker (1) |  | Menadżer - Billy Southworth Trenerzy - Russell Blackburne - Miguel Gonzalez |

- W nawiasie podano liczbę występów w All-Star Game.